# Macropus eugenii
Espèce
Statut de conservation UICN

 LC  : Préoccupation mineure
Le wallaby de l'île Eugène (Macropus eugenii) est une petite espèce de la famille des kangourous, le plus petit des wallabies.

## Sous-espèces
- Macropus eugenii eugenii vivait dans le Sud de l'Australie-Méridionale mais en avait disparu, tué par les chats sauvages et les renards. Cependant, il avait été introduit dans les années 1800 dans l'île de Kawau Island en Nouvelle-Zélande où il est considéré comme nuisible à l'heure actuelle et ce sont ces animaux qui ont permis de réintroduire ce kangourou en Australie.
- Macropus eugenii derbianus vit en Australie occidentale et quelques îles environnantes.
- Macropus eugenii decres, "Darma" ou "Dama Wallaby", vit sur l'île de Kangaroo Island en Australie-Méridionale où il est considéré comme nuisible par ses capacités de reproduction.

## Description
Il mesure 60 cm (52 à 68 cm) de haut, a une queue de 40 cm (33 à 45 cm) et pèse de 4 à 9 kg. Son pelage gris foncé sur le dos vire au roux sur les côtés pour devenir gris pâle sur le ventre. Souvent, il a une raie blanche sur la joue. Il existe un type de wallaby albinos (albino tammar wallaby).

## Distribution et habitat
Il habite les régions de broussailles ou semi-désertiques du Sud et du Sud-Ouest de l'Australie ainsi que quelques îles environnantes.

## Alimentation
Il est herbivore.

## Mode de vie
C'est un animal nocturne se cachant la journée dans les broussailles pour échapper aux prédateurs et dormir.

## Reproduction
La période de reproduction est de fin décembre à début janvier. La gestation est de 28 jours. Le petit passe ensuite cinq mois dans la poche de sa mère. 
Macropus eugenii  est comme la plupart des mammifères très sensible à la longueur du jour. Cette durée est un repère chronobiologique important pour l'activation de la reproduction, mais aussi de la lactation et du soin aux petits chez les animaux à reproduction saisonnière, moment de grand investissement maternel qui doit coïncider avec des conditions environnementales favorables à l'espèce. 
En 2015 une étude a montré que l'éclairage artificielle nocturne est une source de pollution lumineuse qui perturbe la perception de ce signal naturel ; Deux populations sauvages de ce petit marsupial ont durant 5 ans été expérimentalement exposées à différents niveaux d'éclairage nocturnes de type "urbain". Les résultats montrent que ce type d'éclairage masque suffisamment les changements saisonniers de lumière ambiante pour altérer ou supprimer la production normale de mélatonine, avec un effet délétère sur le succès de reproduction. Ce travail confirme que la lumière artificielle introduite dans l'environnement nocturne altère la physiologie de la reproduction chez les mammifères qui y sont exposés, avec selon les auteurs de l'étude un potentiel d'impacts à plus grande échelle au niveau des populations.